# Бернар II (виконт Альби)

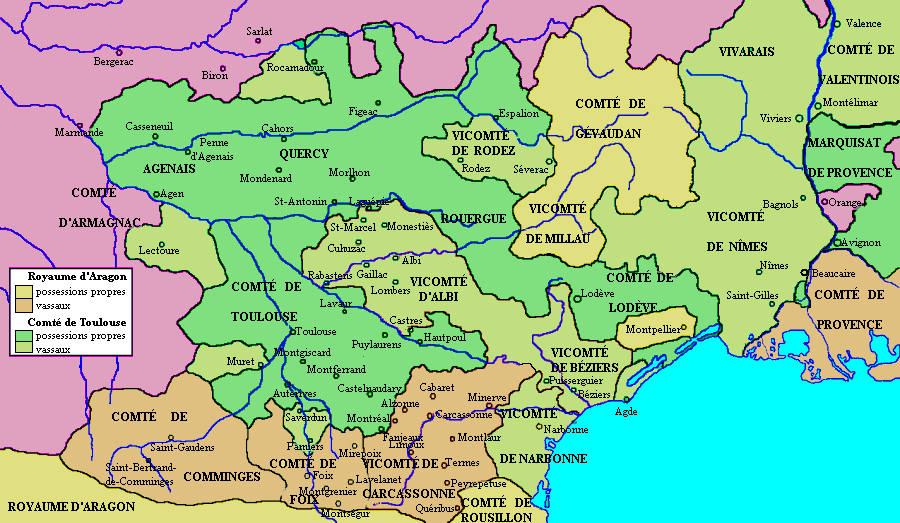
Виконтства Альби и Ним на карте Окситании

Бернар II (Bernard II d’Albi) (р. ок. 930, ум. после 9 июля 972) — виконт Альби и Нима из рода Транкавелей. В его правление произошло объединение этих двух феодальных владений.
Сын и наследник виконта Альби Атона II, умершего не ранее 943 г.
В документе 956 года назван виконтом Нима, а его жена Гаусиана (Гауза) — виконтессой. Что может косвенно свидетельствовать о том, что Бернар II получил Ним в результате женитьбы.
Поскольку никаких сведений о виконтах Нима 1-й половины 10 века нет, выяснить, чьей дочерью была Гаусиана (Гауса), не представляется возможным.
Дети:
- Бернар, умер при жизни отца
- Атон III (ум. 1032), виконт Альби и Нима
- Фротер (ум. 1014), епископ Альби, с 987 епископ Нима.

В документе 972 года упоминается в качестве виконта Нима некий Сеген (Seguin), брат Бернара. Как вписывается этот Сеген в хронологию и генеалогию Транкавелей, пока неясно.
Герсенда, графиня Тулузы, в 972 году пожаловала Бернару II деревню Кантюэль. Чем объясняется такой подарок, не известно.